# 기무라 쇼타
기무라 쇼타(일본어: 木村 勝太, 1988년 10월 17일 ~ )는 일본의 전 축구 선수이다.

## 구단 경력
과거 방포레 고후, 마쓰모토 야마가 FC, 카탈레 도야마, 그루자 모리오카에서 활동하였다.